# L'uomo fatale
L'uomo fatale è un film del 1912 diretto da Mario Caserini.

## Trama
Mentre si trova con l'automobile in panne la duchessa Decerri è aiutata da Raul, del quale si sente subito attratta. L'uomo è in realtà un giocatore d'azzardo incallito senza scrupoli, abituato a dissipare ogni patrimonio gli capiti di agguantare. Approfittando dell'infatuazione di Lidia riesce a farsi dare molti soldi che va poi a bruciare al gioco in compagnia della sua amante, Clarita. Persa una grossa somma torna da Lidia, che crede ancora al suo amore, e riesce a ottenere la somma necessaria a pagare il debito. Ma Raul perde ancora, e finisce per falsificare una firma della donna in calce a una cambiale e la consegna a un usuraio che, convinto di avere davvero a che fare con la duchessa, presta il denaro.
Lidia intanto ha iniziato a sospettare qualcosa, e in effetti sorprende Raul a una festa mascherata in compagnia di Clarita. Alla richiesta di spiegazioni l'uomo la umilia e irride alla sua stupida gelosia. Tornata a casa trova l'usuraio, che pretende il denaro prestato. Non avendo contanti a disposizione consegna allo strozzino ai suoi gioielli e si rassegna all'idea di avere creduto nell'amore di Raul. Quest'ultimo, tuttavia, qualche tempo dopo si introduce di notte nella sua casa per rubare, ma sorpreso dalla donna è costretto a darsi alla fuga dietro i suoi colpi di pistola. Inseguito dalle guardie, accorse agli spari, cade nel fiume e scompare.

## Accoglienza

### Critica
(L'illustrazione cinematografica, 1 febbraio 1912)
(Ferruccio Sacerdoti in La Cine-Fono-Cinematografica, 13 gennaio 1912)